# Palastericus
Palastericus is een geslacht van uitgestorven stekelhuidigen, dat leefde tijdens het Laat-Devoon.

## Beschrijving
Deze zeester had een stekelig lichaam met vijf korte, afgeplatte armen. Alle bovenliggende skeletplaatjes waren klein en onopvallend, uitgezonderd die van de onderliggende mond en de ambulacrale groeve, die een kam vormden. De normale diameter bedroeg ongeveer twaalf centimeter.

## Leefwijze
Dit geslacht slikte sediment in en verteerde de diertjes, die zich daarin bevonden.